# Дацюк Микита Іванович
Мики́та Іва́нович Дацю́к (псевдо: «Ґотур»; 1917 р., Спасів — † 13 грудня 1944 р., Розжалів) — член ОУН, окружний провідник ОУН Сокальщини (осінь 1942), слідчий референтури Служби безпеки ОУН Сокальського округу (1943-1944).

## Життєпис
Народився в 1917 році в селі Спасів Сокальського району Львівської області. 
В 1930-х рр. вступив в Організацію українських націоналістів (р).
Працював бухгалтером в "Народній торгівлі", проживав в м. Сокалі.
Був одружений з Марією Кузневич (працівниця жіночої сітки ОУН).
Влітку 1942 року перебував підпільно на Полтавщині. З осені 1942р. стає окружним провідником ОУН Сокальщини, в 1943 році переведений на посаду слідчого в окружну референтуру Служби безпеки ОУН Сокальщини.

## Смерть
Застрілився в криївці, щоб не потрапити в полон, під час облави військами НКВС СРСР на село Розжалів (Радехівський р-н, Львівська обл.) 13 грудня 1944 року.